# Saarinen (sjö i Norra Savolax, lat 63,17, long 27,05)
Saarinen är en sjö i Finland. Den ligger i kommunerna Kuopio och Pielavesi i landskapet Norra Savolax, i den centrala delen av landet, 300 km norr om huvudstaden Helsingfors. Saarinen ligger 102,9 meter över havet. Den är 7,2 meter djup. Arean är 1,36 kvadratkilometer och strandlinjen är 10,18 kilometer lång. Sjön  ingår i Vuoksens huvudavrinningsområde.   I omgivningarna runt Saarinen växer i huvudsak blandskog.
I övrigt finns följande i Saarinen:
- Niittysaari (en ö)
- Lehtosaari (en ö)
- Hiisluodot (en ö)